# Ampithoe valida
Ampithoe valida är en kräftdjursart som beskrevs av Sidney Irving Smith 1873. Ampithoe valida ingår i släktet Ampithoe och familjen Ampithoidae. Inga underarter finns listade i Catalogue of Life.